# Machame
Machame ist ein Dorf in Tansania südwestlich des Kibo am Fuße des Kilimanjaros. Der Ort ist Namensgeber für die bekannteste Aufstiegsroute zum Kilimanjaro und das Machame Gate des Kilimandscharo-Nationalparks als Ausgangspunkt der Route.

## Geografie

### Lage
Machame liegt im Distrikt Hai in der Region Kilimandscharo, etwa 80 Kilometer ostnordöstlich von Arusha, in einer Höhe von rund 1400 Meter über dem Meer. Das Eingangstor zum Nationalpark liegt auf etwa 1800 Meter.

### Klima
Das Klima in Machame ist gemäßigt warm, Cwb nach der effektiven Klimaklassifikation. Die Durchschnittstemperatur liegt bei 19,0 Grad Celsius. Die Niederschläge von jährlich 2389 Millimeter fallen größtenteils in den Sommermonaten von November bis April, von Juni bis September ist es trocken.
|                        | Jan  | Feb  | Mär  | Apr  | Mai  | Jun  | Jul  | Aug  | Sep  | Okt  | Nov  | Dez  |   |      |
| Mittl. Temperatur (°C) | 20,4 | 21   | 20,8 | 19,5 | 18,2 | 16,9 | 16,4 | 17,3 | 18,6 | 19,6 | 19,8 | 19,9 | ⌀ | 19   |
| Mittl. Tagesmax. (°C)  | 25,7 | 26,3 | 25,5 | 23,5 | 21,9 | 21,1 | 21,1 | 22,1 | 23,7 | 24,6 | 24,2 | 24,5 | ⌀ | 23,7 |
| Mittl. Tagesmin. (°C)  | 14,4 | 14,7 | 15,7 | 16,1 | 14,8 | 13,1 | 12,2 | 12,9 | 13,7 | 14,7 | 15,5 | 14,8 | ⌀ | 14,4 |
|                        |      |      |      |      |      |      |      |      |      |      |      |      |   |      |
| Niederschlag (mm)      | 331  | 303  | 432  | 335  | 139  | 31   | 18   | 22   | 24   | 87   | 274  | 393  | Σ | 2389 |

| 14,4 |

| 14,7 |

| 15,7 |

| 16,1 |

| 14,8 |

| 13,1 |

| 12,2 |

| 12,9 |

| 13,7 |

| 14,7 |

| 15,5 |

| 14,8 |

| 14,4 |

| 14,7 |

| 15,7 |

| 16,1 |

| 14,8 |

| 13,1 |

| 12,2 |

| 12,9 |

| 13,7 |

| 14,7 |

| 15,5 |

| 14,8 |

## Bevölkerung
Die Bewohner von Machame gehören größtenteils zur Ethnie der Chagga.
Zu Machame gehören fünf Wahlbezirke (Wards), die insgesamt 91.734 Einwohner haben (Stand 2012):
| Bezirk (Ward)     | Einwohner |
| ----------------- | --------- |
| Machame Mashariki | 13.084    |
| Machame Mashariki | 13.572    |
| Machame Kaskazini | 23.334    |
| Machame Magharibi | 6.503     |
| Machame Magharibi | 10.762    |
| Machame Weruweru  | 12.402    |
| Machame Narumu    | 12.077    |
| Total             | 91.734    |

## Geschichte
Im Jahr 1893 gründeten die lutherischen Missionare Leipzig eine Missions-Station in Machame. Anfangs wurden im Freien einfache Behandlungen durchgeführt, 1904 errichteten sie ein einfaches Krankenhausgebäude. In dieser Zeit arbeiteten unter anderem Ewald Ovir und Emil Müller sowie Georg Kamm (1940–2023) hier. Seit 2013 ist das Krankenhaus ein Distrikts-Krankenhaus mit 230 Betten und rund 150 ambulanten Patienten pro Tag.

## Wirtschaft
Machame ist ein stark gewachsenes ländliches Gebiet, dessen Bewohner größtenteils von der Landwirtschaft leben. An den grünen Hängen des Kilimandscharo werden Kaffee, Obst und Gemüse angebaut. Daneben gibt es Einnahmen aus dem Tourismus, vor allem von den Bergsteigern des Kilimandscharo. Es werden auch Führungen zu Sehenswürdigkeiten wie den Chagga-Höhlen, den Nkosalulu-Wasserfälle und der heißen Quelle Kikuletwa angeboten.